# 毛星
毛星（1919年—2001年），原名舒增才，笔名陈莱，男，四川德阳人，中国文学理论家、民间文艺学家，中国社会科学院文学研究所研究员，中国文艺评论家协会副主席，第五、六届全国政协委员。